# خلنج فنجاني
خلنج فنجاني (الاسم العلمي:Erica peziza) هو نوع من النباتات يتبع جنس الخلنج من الفصيلة الخلنجية.